# Hawkesbury Island
Hawkesbury Island ist eine Insel im Westen der kanadischen Provinz British Columbia. Sie liegt im Douglas Channel, einem Fjord an der Küste der Provinz, und weist eine Fläche von 365 km² sowie einem Umfang von 122 km auf. Ihre höchste Erhebung, Hawkesbury Peak liegt 1190 Meter über dem Meeresspiegel; sie gehört damit zu den höchsten Inseln der Erde.
Auf der Insel finden sich keine Siedlungen. Die nächstgelegene größere Siedlung ist Kitimat am nordöstlichen Ende des Fjords, in etwa 60 km Entfernung. Die Insel gehört zum Regional District of Kitimat-Stikine und wird, wie die meisten der Inseln im nördlichen Küstenbereich British Columbias, zum Great Bear Rainforest, einem gemäßigten Regenwald, gerechnet.
Traditionell ist Hawkesbury Island Siedlungs- und Jagdgebiet der First Nations, hauptsächlich der Tsimshian. Nordwestlich der Insel liegen auf dem Festland auch mehrere Reservate der First Nations.

## Geographie

### Geographische Lage
Östlich und westlich der Insel befindet sich das Festland. Hawkesbury Island ist von mehreren größeren und kleineren Inseln umgeben. Nördlich der Insel liegen an größeren Inseln Maitland Island und Loretta Island, von welchen sie durch den „Sue Channel“ getrennt wird. Südlich liegen Gil Island und Gribbell Island und südöstlich von Gil Island und Gribbell Island liegt Princess Royal Island.
In nördlichen Bereich von Hawkesbury Island befindet sich der Sue Channel Provincial Park, welcher sich auch auf dem benachbarten Loretta Island fortsetzt.

### Geologie
Die Lithologie der westlichen Inselküste ist durch (magmatitisches) Dioritgestein und gneisisch-dioritischen Migmatit gekennzeichnet. An ihren Steilhängen sind ausgeprägte Fugen und Verwerfungen zu erkennen. Nach Conway und Barrie (2018) deuten zahlreiche kleine Erdrutsche in Verbindung mit submarinen Absackungen im Douglas Channel auf eine anhaltende Instabilität der Hänge hin.
Auf der Insel befinden sich Kyanitvorkommen.

## Geschichte
Ihren Namen bekam sie nach der Rückkehr Joseph Whidbeys von der Durchquerung des Kanals am 2. Juli 1793 durch George Vancouver, der sie nach Charles Jenkinson, Baron Hawkesbury, dem damaligen Präsidenten des Board of Trade, benannte.